# Jos. E. Vogt
Josephus Everhardus Vogt (Leeuwarden, 22 juni 1882 - Zwolle, 14 maart 1954) was een Nederlandse SDAP-politicus en boekdrukker. Hij was de eerste sociaaldemocratische wethouder in Zwolle.

## Biografie
Van 1902 tot en met 1907 was hij als infanterist gestationeerd in Leeuwarden, waarschijnlijk in verband met de dienstplicht. In 1908 werd Vogt benoemd tot secretaris van de SDAP afdeling in Zwolle. Bij de Zwolse gemeenteraadsverkiezingen van 1908, 1909 en 1910 behaalde hij niet genoeg stemmen om verkozen te worden. Hij werd wel verkozen bij de gemeenteraadsverkiezingen van 1911.
Bij zijn verkiezing tot wethouder in 1917 weigerde hij in eerste instantie deze aanstelling. Hij wilde zich er namelijk van verzekeren dat de fracties die voor hem gekozen hadden de hervormingen, die de inzet van de verkiezingen waren, zouden steunen. Bij een eerder gehouden afdelingsvergadering van de SDAP was besloten geen compromis te willen aanvaarden in ruil voor een wethouderspost. Met name de bezetting van de bijstandscommissie werd als partijdig gezien. Nadat er vier posities in commissies waren vrijgemaakt en hij door de fracties werd gesteund met 18 voor en 5 blanco stemmen, aanvaardde hij de positie van wethouder van publieke werken wel.
Na de verkiezingen van 1919 bestond de raad uit 8 sociaaldemocraten, 4 liberale en 11 rechtse politici. Om hervormingen door te kunnen voeren had de SDAP aangestuurd op een vierde wethouderspost. Deze werd echter ook opgeëist door rechts. Nadat de liberale wethouder kwam te overlijden en een liberaal raadslid de raad verliet, zag de SDAP het niet meer gewaarborgd dat hun programma kon worden verwezenlijkt en trad Vogt af als wethouder op 19 februari 1920. Bij de verkiezing voor de vrijgekomen wethouderspost werd het aantal wethouders alsnog naar vier verhoogd zonder steun van de SDAP-fractie. De nieuwe samenstelling van het college bestond uit twee liberale (Economische Bond en Vrijzinnig Democratische Bond) en twee rechtse (Katholieke Volkspartij en ARP) wethouders.
Na de gemeenteraadsverkiezingen van 1923 werd hij tot deze vierde wethouderspost verkozen met 23 voor en een blanco stem.
In 1925 werd hij verkozen tot Statenlid voor Overijssel, ter vervanging van Alexander Eppo van Voorst tot Voorst, die benoemd was tot Commissaris van de Koningin. Namens de provincie was hij voorzitter van de raad van commissarissen bij de Waterleiding Maatschappij Overijssel.
Van 1929 tot en met 1935 was hij lid van de voogdijraad van Zwolle, de voorloper van de Raad voor de Kinderbescherming.
In september 1942 werd hij benoemd tot waarnemend Commissaris der Provincie voor Overijssel  als opvolger van de NSB'er Egon von Bönninghausen, die als vrijwilliger van de Waffen-SS naar het oostfront van de Tweede Wereldoorlog vertrok. In augustus 1943 werd de NSB'er Wilhelmus de Rijke tot deze post benoemd.
In juni 1944 werd hij aangewezen voor het dagelijks bestuur van het Economisch Technologisch Instituut Overijssel.
Bij de Provinciale Statenverkiezingen 1946 was hij niet gekandideerd.
Vogt overleed onverwachts op 14 maart 1954 op 71-jarige leeftijd in zijn woonplaats Zwolle.

## Privé
Op 18 november 1908 is Vogt getrouwd met Trijntje Klok (1885-1960). Het echtpaar had 5 kinderen.